# Základní devítiletá škola Březhrad
Základní devítiletá škola Březhrad (ZDŠ Březhrad, možnou variantou je také Obecná škola Březhrad) byla základní škola v obci Březhrad, která byla založena roku 1876 a zanikla v roce 1977, rok po připojení obce k městu Hradec Králové.
Školní budovu po základní škole v současné době (2024) využívá mateřská škola Březhrad.

## Dějiny školství v Březhradě

### Před rokem 1876
Ačkoliv byla v obci škola zřízena v roce 1876, kořeny zdejšího vyučování sahají až do roku 1848. Tehdy zde začal vyučovat za sobotáles vysloužilý učitel František Shejbal. Výuka nejprve probíhala v čp. 1, poté se přesunula do kovárny, která byla Shejbalovi zapůjčena březhradským mlynářem Františkem Grégrem (strýc dr. Julia Grégra). Shejbal v Březhradě učil až do roku 1860, kdy duševně onemocněl a jeho škola zanikla. Před rokem 1848 a po roce 1860 březhradské děti musely docházet do školy v nedalekých Opatovicích nad Labem, cesta však často byla neschůdná a škola netrvala na pravidelné docházce.

### Založení a počátky školy
V roce 1876 byla v Březhradě postavena nová školní budova, ve které se zřídila jednotřídní škola. Prvním učitelem, a zároveň také prvním řídícím učitelem, se stal Matěj Šafka, který předtím vyučoval na jednotřídní škole v Pardubičkách. Ve škole a v jejím vedení zůstal až do roku 1885. V roce 1887 byla na zahradě školního pozemku vystavena letní tělocvična. Postupem let na školu docházelo okolo stovky žáků, a tak ve školním roce 1907/1908 došlo k rozšíření na dvoutřídní školu, během kterého byla vybudována nová budova školy a ta původní se začala využívat jako učitelské byty.
Po první světové válce začal počet žáků postupně klesat, dokud ve školním roce 1925/1926 nedošlo k degradaci školy opět na jednotřídní. Toto období bylo pro školu náročné. O školu nebyl ze strany veřejnosti téměř žádný zájem, rodiče dětí se školou nijak nespolupracovali a škola se také často potýkala s kázeňskými problémy dětí. Na škole také často docházelo k obměně učitelů, kteří zpravidla po roční práci ve škole odešli. Dne 7. června 1929 čekali žáci březhradské školy na příjezd prezidenta Tomáše Garrigua Masaryka vlakem do Hradce Králové v Kuklenách. V roce 1935 došlo opět k rozšíření školy na dvoutřídní.

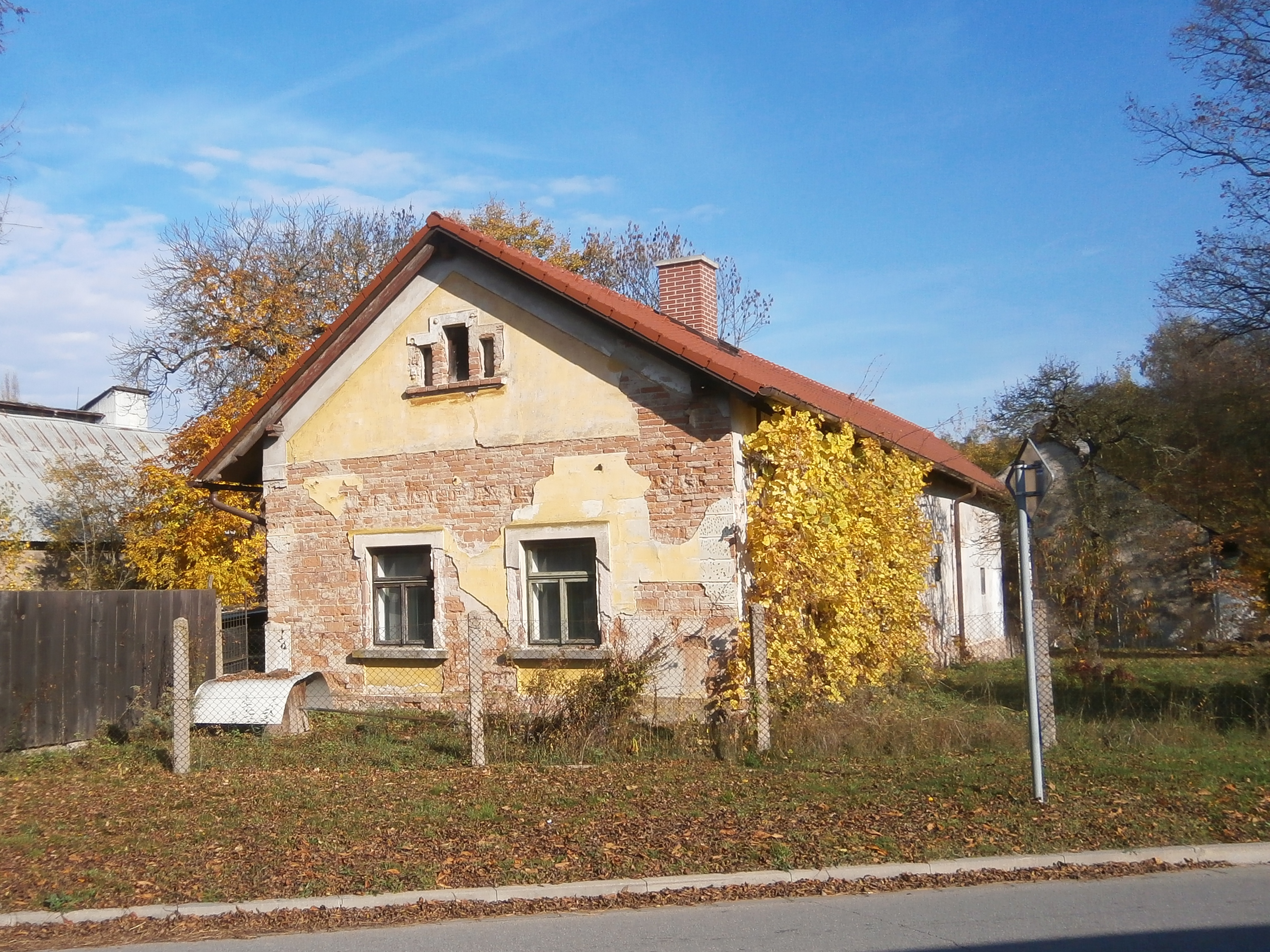
Dům čp. 1, kde probíhala z počátku výuka učitele Shejbala

| „                                                               | Rok 1925 byl kritický pro školu i učitelstvo. Od 1. září 1925 na zdejší škole nevyučuje nikdo z bývalých učitelů. | “ |
| — Josef Havelský, řídící učitel školy (Pamětní kniha 1877–1939) | |   |

### Březhradská škola pod vedením Josefa Mencla
V roce 1939 se na pozici řídícího učitele dostal Josef Mencl, který výrazně zlepšil poměry jak ve škole, tak i v obci, a to navzdory druhé světové válce, která poznamenala první roky jeho funkčního období. Podporoval sportovní činnost žáků, zejména fotbal a hokej, pořádaly se také plavecké kurzy, školní divadelní představení a besídky. Poctivě vedl školní kroniku a jako první ji doplňoval fotografiemi. Vedl agendu místní školní rady a byl předsedou Revolučního národního výboru, který 8. května 1945 zorganizoval sběr potravin pro Prahu. Pod jeho velením školní rada začala intenzivně podporovat vzdělávání a výchovné úsilí školy.
V posledních měsících války byla škola dvakrát uzavřena a vyučování muselo být přerušeno. Poprvé v zimě z roku 1944 do 1945, kdy byla ve škole ubytovaná posádka německých vojáků. Podruhé tomu bylo v únoru 1945, kdy zde byli ubytováni němečtí uprchlíci ze Slezska. V obou případech škola musela vyklidit celou učebnu. V zimě také březhradské obyvatelstvo vypomáhalo ruským zajatcům a je předpokládatelné, že se do pomoci zapojila i škola. Po válce se škola zapojila do brigádnických a sběrových akcích.
Od roku 1949 se museli učitelé povinně zúčastňovat prázdninových brigád. V říjnu 1951 byla ve škole založena pionýrská organizace. V září 1954 byla ve škole založena tělovýchovná jednota, do které chodily cvičit všechny děti ve škole. Škola se zúčastnila nácviků první, druhé i třetí spartakiády.
V roce 1955 odešel ředitel Josef Mencl po dlouhých 16 letech ve službách školy do důchodu. Věnoval se psaní obecní kroniky, a to až do své smrti v roce 1974.

### Poslední léta školy
Ve školním roce 1959/1960 zorganizovalo vedení školy spolu se SPRŠ horskou školu v Polomech u Sedloňova v Orlických horách, které se zúčastnilo 42 dětí. V září roku 1960 se ředitelkou školy stala Věra Špálová, která ve vedení školy setrvala až do jejího zrušení. Její první školní rok ve funkci byl prvním rokem, kdy žáci dostali zdarma všechny učebnice a veškeré potřebné školní pomůcky. Ve školním roce 1962/1963 škola uzavřela smlouvu s Východočeským průmyslovým masným závodem. 15. září 1966 byla zavedena školní družina. Od počátku šedesátých let do roku 1968 zároveň průběžně probíhala adaptace a modernizace školní budovy.

V posledních letech své existence se ze ZDŠ Březhrad opět stala jednotřídní škola s 1. až 3. postupovým ročníkem, žáci od 4. ročníku přestupovali do ZDŠ v Kuklenách. V posledním školním roce 1976/1977 do školy docházelo pouze 16 žáků, a proto ONV Hradec Králové školu po 101 letech jejího působení uzavřelo.
| „                                                                                                   | Tento školní výlet byl nejenom rozloučením s letošním školním rokem, ale také rozloučením se školou. Pro malý počet dětí bylo ONV rozhodnuto zdejší školu letošním rokem uzavřít. Posledními žáky byli (…), a poslední učitelkou Věra Špálová. V Březhradě, 10. srpna 1977. | “ |
| — Věra Špálová, poslední ředitelka školy, závěrečná slova v Pamětní knize (Pamětní kniha 1967–1977) | |   |

### Místní školní rada
Místní školní rada v Březhradě byla ustanovena 12. května 1878 během stavby první školní budovy. Scházela se pravidelně až do 30. let 20. století a pravidelně řešila zejména otázky rozpočtů, školní docházky, úlev z vyučování a mezi lety 1920–1930 také nekázeň žáků a špatnou spolupráci rodičů se školou. Ke konci 30. let se již nescházela vůbec. Její činnost byla obnovena až v roce 1939, kdy se do vedení dostal Josef Mencl. 1. ledna 1950 přebral funkci místní rady školní referent místního národního výboru. Školní rada se naposledy sešla 11. srpna 1950 a řešila se účetní uzávěrka za rok 1949.

### Seznam řídících učitelů, správců školy a ředitelů školy
1. Matěj Šafka (1878–1885)
2. Quido Kopecký (1885–1895)
3. Karel Vojáček (1895–1906)
4. Josef Šrámek (1906–1909)
5. Josef Sultar (1909–1924)
6. Štěpán Hakl (1924)
7. Josef Machač (1924–1925)
8. Josel Havelský (1925–1926)
9. Josef Machač (1926)
10. Josef Havelský (1926–1927/1928)
11. Osvald D. (1927/1928–1929)
12. František Matějíček (1929–1930)
13. Karel Waisser (1930)
14. Stanislav Hemelík (1930–1934/1935)
15. Bohumil Mucha (1934/1935–1935/1936)
16. Bedřich T. (1935/1936–1937)
17. Jan Svoboda (1937–1939)
18. Miroslav Král (1939)[3]
19. Josef Mencl (1939–1955)
20. Jana Bártová (1955–1956)
21. Rudolf Chalupa (1956–1960)
22. Věra Špálová (1960–1977)[4][5]

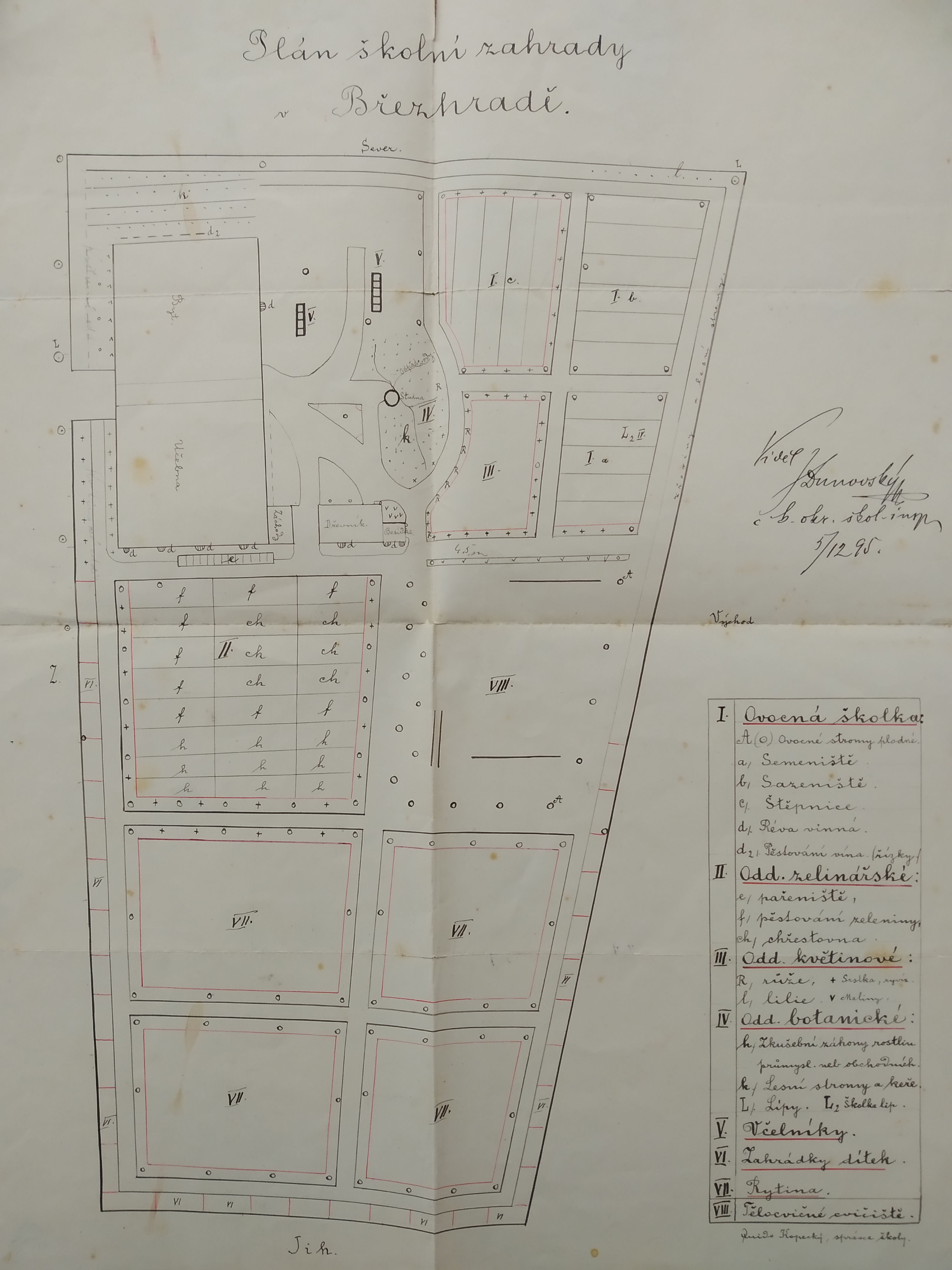
Plán školní zahrady (1895)
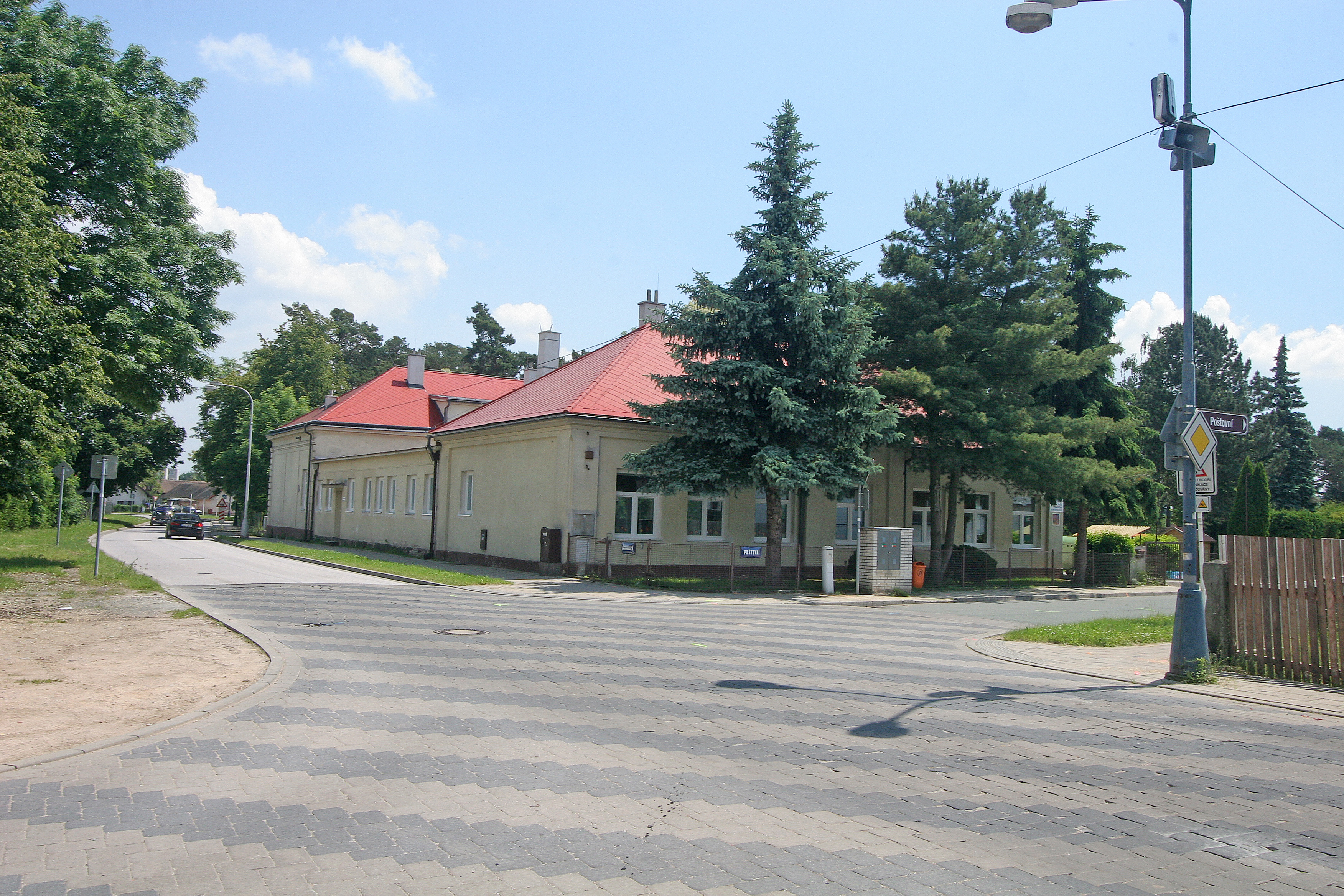
Školní budova v roce 2011, již sídlem MŠ
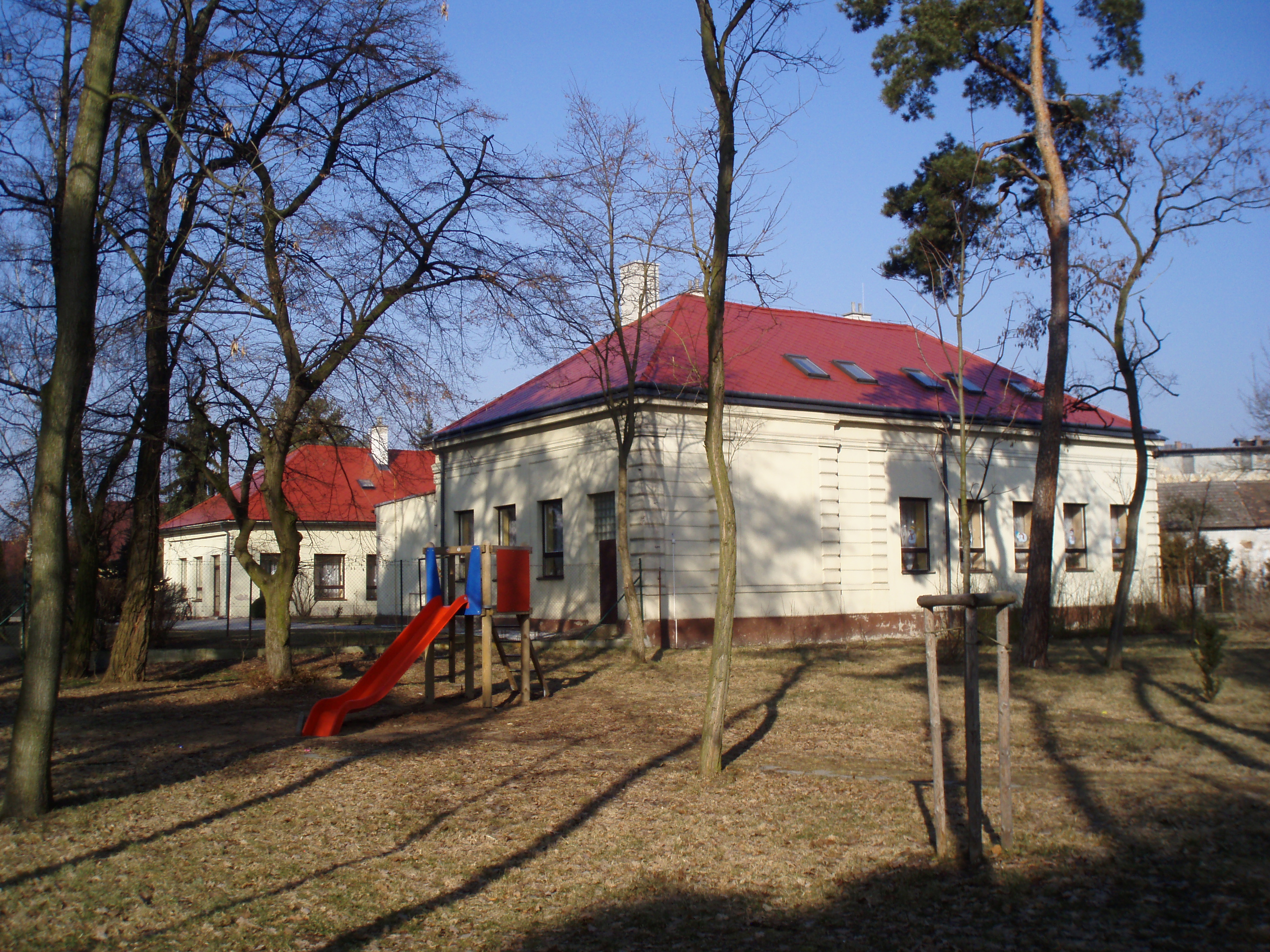
Budova MŠ zachycená z Borečku